# Hisashi Kaneko
Hisashi Kaneko (金子久?, Kaneko Hisashi; Yono, 12 settembre 1959) è un ex calciatore giapponese, di ruolo difensore.

## Caratteristiche tecniche
Difensore centrale, veniva spesso schierato a supporto del compagno di squadra Takeshi Okada a motivo della sua capacità nell'affrontare i contrasti con gli attaccanti avversari.

## Carriera

### Calciatore

#### Club
Dopo aver mosso i primi passi nei club calcistici della scuola elementare di Yono e del liceo Teikyo, dopo il diploma e la vittoria di un torneo nazionale conseguiti nel 1977, fu assunto alla Furukawa Electric venendo incluso nella sezione calcistica del circolo sportivo aziendale, allora militante in Japan Soccer League. Scarsamente impiegato fino al 1984, in concomitanza con il ritiro di Takashi Kuwahara e l'avvento di Eijun Kiyokumo sulla panchina del club, fu definitivamente incluso nella rosa titolare, segnalandosi subito fra i migliori giocatori della Japan Soccer League e divenendo una delle pedine fondamentali del gioco del Furukawa Electric (che in quel periodo si affermò sia a livello nazionale, sia continentale).
Nelle tredici stagioni di militanza nel Furukawa Electric, Kaneko totalizzò 163 presenze e 23 reti, tutte in massima serie.

#### Nazionale
Fu incluso nella rosa che partecipò ai Mondiali Under-20 del 1979 subentrando a Yahiro Kazama nei minuti finali dell'incontro con l'Algeria. Il suo esordio in Nazionale maggiore avvenne in occasione di un incontro con la Siria disputato il 25 agosto 1986: ad esso seguiranno altre sei convocazioni, quattro delle quali durante le qualificazioni alle Olimpiadi di Seul. Nell'ultima gara disputata con la maglia dei Samurai Blue, tenutasi il 18 settembre 1987 contro la Nepal, Kaneko ebbe modo di segnare l'unica rete della sua carriera in nazionale.

### Dopo il ritiro
Ritiratosi dal calcio giocato in occasione del passaggio al professionismo da parte del Furukawa Electric, fu assunto come membro dello staff tecnico del nuovo club.

## Statistiche

### Presenze e reti nei club
| Stagione | Squadra                  | Campionato | Campionato | Campionato |
| Stagione | Squadra                  | Comp       | Pres       | Reti       |
| -------- | ------------------------ | ---------- | ---------- | ---------- |
| 1979     | Furukawa Electric        | JSL1       | 1          | 0          |
| 1980     | Furukawa Electric        | JSL1       | 2          | 0          |
| 1981     | Furukawa Electric        | JSL1       | 13         | 0          |
| 1982     | Furukawa Electric        | JSL1       | 12         | 1          |
| 1983     | Furukawa Electric        | JSL1       | 10         | 1          |
| 1984     | Furukawa Electric        | JSL1       | 10         | 1          |
| 1985-86  | Furukawa Electric        | JSL1       | 22         | 2          |
| 1986-87  | Furukawa Electric        | JSL1       | 22         | 5          |
| 1987-88  | Furukawa Electric        | JSL1       | 20         | 4          |
| 1988-89  | Furukawa Electric        | JSL1       | 22         | 3          |
| 1989-90  | Furukawa Electric        | JSL1       | 21         | 5          |
| 1990-91  | Furukawa Electric        | JSL1       | 5          | 1          |
| 1991-92  | Furukawa Electric        | JSL1       | 3          | 0          |
|          | Totale Furukawa Electric |            | 163        | 23         |

## Palmarès

### Club
- Japan Soccer League: 1

1985-86
- Japan Soccer League Cup: 1

1987
- Campionato d'Asia per club: 1

1986

### Individuale
- Incluso nella Best Eleven del campionato: 2 volte[5][6][7]